# Lendo Wielkie
Lendo Wielkie – wieś w Polsce położona w województwie lubelskim, w powiecie ryckim, w gminie Nowodwór.

## Historia i teraźniejszość

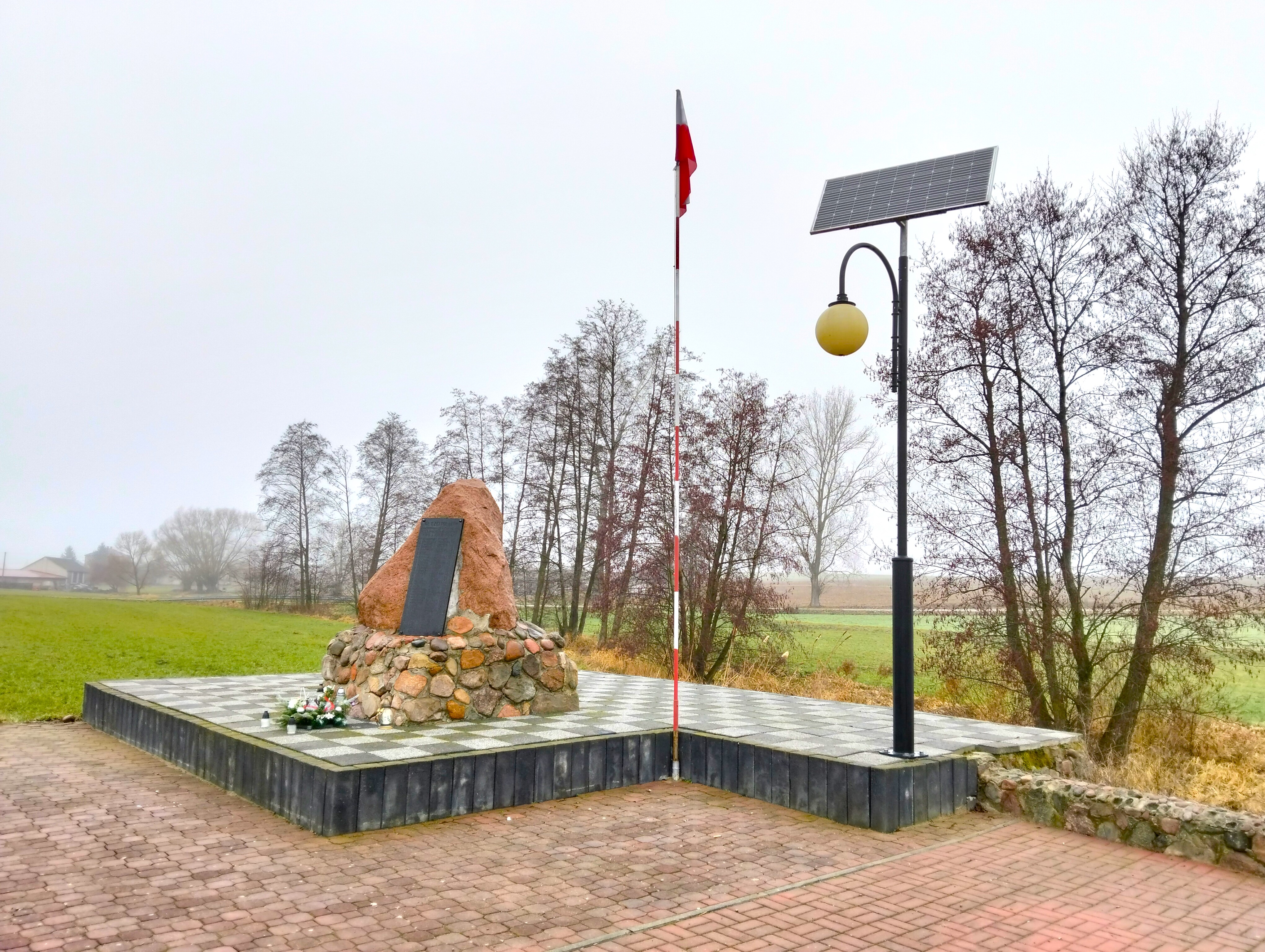
Pomnik ofiar niemieckiego nazizmu

W czasie II wojny światowej 5 lutego 1943 Niemcy (Wehrmacht, żandarmeria i policja) zamordowali we wsi 38 osób (35 z Lenda Wielkiego, trzy z Niedźwiedzia, w tym ósemkę dzieci w wieku 3-15 lat i dwanaście kobiet). Było to zemstą za aktywność partyzancką w tej okolicy. Zamordowani są pochowani na cmentarzu w Woli Gułowskiej. Upamiętnia ich pomnik w miejscu egzekucji z tablicą wyszczególniającą nazwiska ofiar. Łącznie w czasie okupacji niemieckiej zginęło 55 mieszkańców wsi.
W latach 1975–1998 miejscowość należała administracyjnie do ówczesnego województwa lubelskiego.
Wieś jest sołectwem w gminie Nowodwór. Według Narodowego Spisu Powszechnego z roku 2011 wieś liczyła 208 mieszkańców.
Wierni Kościoła rzymskokatolickiego należą do parafii Nawiedzenia Najświętszej Maryi Panny w Woli Gułowskiej.

## Znani mieszkańcy
- Jerzy i Eugenia Latoszyńscy, którzy podczas II wojny światowej ukrywali w swoim gospodarstwie dziecko pochodzenia żydowskiego[12], za co zostali odznaczeni medalem Sprawiedliwy wśród Narodów Świata[13].